# Sukiyaki (canção)
Sukiyaki (Ue o Muite Arukō), mais conhecida simplesmente por Sukiyaki, é uma canção de folk pop japonês interpretada por Kyū Sakamoto.
Ela é uma das 8 canções em língua estrangeira a atingir o topo da Billboard Hot 100.

## Desempenho nas Paradas Musicais
| Parada Musical (1961–63)                       | Desempenho |
| ---------------------------------------------- | ---------- |
| Austrália (Kent Music Report)                  | 1          |
| Canadá (RPM)                                   | 1          |
| O campo songid é OBRIGATÓRIO PARA PARADA ALEMÃ | 2          |
| Japão (Music Life)                             | 1          |
| Noruega (VG-lista)                             | 1          |
| UK Singles (Official Charts Company)           | 6          |
| Estados Unidos (Billboard Hot 100)             | 1          |
| Estados Unidos (Billboard Adult Contemporary)  | 1          |

## Versão Selena
Sukiyaki é uma canção da cantora mexicano-americana de Tejano pop, Selena, do seu primeiro álbum de estúdio, Selena de 1989. Escrito e produzido por Rokusuke Ei e Hachidai Nakamura, a música foi lançada como o terceiro single do álbum. Esta versão é em espanhol.

## Versão 4 P.M.
A versão do grupo americano de R&B, 4.P.M., do álbum Now's the Time, foi lançada em 1994. Escrita por Janice Marie Johnson, que adaptou a letra original da música, escrita por Rokusuke Ei e Hachidai Nakamura, para os países anglófonos, a canção fez parte da trilha sonora internacional da mini-novela da Rede Globo, O Fim do Mundo, de 1996.